# Ultralimite
En mathématiques, une ultralimite est une construction géométrique qui associe à une suite d'espaces métriques Xn un espace métrique qui est leur « limite ». Cette construction est une généralisation de la convergence au sens de Hausdorff, et utilise un ultrafiltre pour éviter d'avoir à considérer des sous-suites convergentes.
Pour la limite inductive d'une suite d'ultraproduits, voir Ultraproduit.

## Ultrafiltres
Rappelons qu'un ultrafiltre ω sur l'ensemble ℕ des entiers naturels est une mesure finiment additive
ω : 2ℕ → {0, 1}, allant de l'ensemble des parties 2ℕ (c'est-à-dire de l'ensemble de tous les sous-ensembles de ℕ) vers l'ensemble {0, 1}, telle que ω(ℕ) = 1.
Un ultrafiltre ω sur ℕ est non trivial si, pour tout sous-ensemble fini F ⊂ ℕ, on a ω(F) = 0.

## Limite d'une suite relativement à un ultrafiltre
Soit ω un ultrafiltre non-trivial sur {\displaystyle \mathbb {N} }. Si {\displaystyle (x_{n})_{n\in \mathbb {N} }} est une suite de points d'un espace métrique (X,d) et si x ∈ X, on dit que la suite est ω-convergente vers le point x, appelé la ω -limite de xn, et noté {\displaystyle x=\lim _{\omega }x_{n}}, si pour tout {\displaystyle \epsilon >0} on a :
{\displaystyle \omega \{n:d(x_{n},x)\leq \epsilon \}=1.}
Les propriétés suivantes sont faciles à démontrer :
- si une suite est ω-convergente, sa ω-limite est unique.
- si {\displaystyle x=\lim _{n\to \infty }x_{n}} au sens usuel, {\displaystyle x=\lim _{\omega }x_{n}}. (pour que cette propriété soit vraie, il est crucial que l'ultrafiltre soit non-trivial.)

Une caractérisation importante des espaces compacts est que toute suite est ω-convergente (ce résultat est vrai en fait même pour des espaces topologiques quelconques, en généralisant la définition) ; comme on l'a dit, la ω-limite est d'ailleurs nécessairement unique. En particulier, toute suite bornée de nombres réels admet une ω-limite, puisque tout intervalle fermé de {\displaystyle \mathbb {R} } est compact.

## Ultralimite d'espaces métriques pointés
Soit ω un ultrafiltre (non trivial) sur {\displaystyle \mathbb {N} }. Soit (Xn,dn) une suite d'espaces métriques pointés par des points de base pn∈Xn.
On dira qu'une suite {\displaystyle (x_{n})_{n\in \mathbb {N} }}, où xn∈Xn, est admissible si la suite des nombres réels (dn(xn,pn))n est bornée, c'est-à-dire s'il existe un réel positif C tel que {\displaystyle d_{n}(x_{n},p_{n})\leq C}. Notons {\displaystyle {\mathcal {A}}} l'ensemble de toutes les suites admissibles. On voit facilement (à l'aide de l'inégalité triangulaire) que pour deux suites admissibles {\displaystyle \mathbf {x} =(x_{n})_{n\in \mathbb {N} }} et {\displaystyle \mathbf {y} =(y_{n})_{n\in \mathbb {N} }}, la suite (dn(xn,yn))n est bornée et donc qu'elle est ω-convergente vers {\displaystyle {\hat {d}}_{\infty }(\mathbf {x} ,\mathbf {y} ):=\lim _{\omega }d_{n}(x_{n},y_{n})}. Définissons alors sur l'ensemble {\displaystyle {\mathcal {A}}} une relation {\displaystyle \sim } de la manière suivante : pour {\displaystyle \mathbf {x} ,\mathbf {y} \in {\mathcal {A}}}, on a {\displaystyle \mathbf {x} \sim \mathbf {y} } si {\displaystyle {\hat {d}}_{\infty }(\mathbf {x} ,\mathbf {y} )=0.} Il est facile de voir que {\displaystyle \sim } est une relation d'équivalence sur {\displaystyle {\mathcal {A}}.}
L'ultralimite de la suite (Xn,dn, pn) relativement à ω est un espace métrique {\displaystyle (X_{\infty },d_{\infty })} défini de la manière suivante :
{\displaystyle X_{\infty }={\mathcal {A}}/\sim } (en tant qu'ensemble).
Pour deux classes d'équivalence (relativement à {\displaystyle \sim }) {\displaystyle [\mathbf {x} ],[\mathbf {y} ]} contenant les suites admissibles {\displaystyle \mathbf {x} =(x_{n})_{n\in \mathbb {N} }} et {\displaystyle \mathbf {y} =(y_{n})_{n\in \mathbb {N} }}, on pose
{\displaystyle d_{\infty }([\mathbf {x} ],[\mathbf {y} ]):={\hat {d}}_{\infty }(\mathbf {x} ,\mathbf {y} )=\lim _{\omega }d_{n}(x_{n},y_{n}).}
Il n'est pas difficile de voir que {\displaystyle d_{\infty }} est bien définie (c'est-à-dire qu'elle ne dépend pas des représentants {\displaystyle \mathbf {x} } et {\displaystyle \mathbf {y} } choisis), et que c'est une distance sur {\displaystyle X_{\infty }} ; on note {\displaystyle (X_{\infty },d_{\infty })=\lim _{\omega }(X_{n},d_{n},p_{n})} l'ultralimite de la suite.

### Le cas des espaces uniformément bornés
Supposons que (Xn,dn) soit une suite d'espaces métriques de diamètre uniformément bornés, c'est-à-dire qu'il existe un nombre réel C>0 tel que diam(Xn)≤C pour tout {\displaystyle n\in \mathbb {N} } (autrement dit, pour tout n et tout couple {\displaystyle (x_{n},y_{n})\in X_{n}^{2}}, on a {\displaystyle d_{n}(x_{n},y_{n})<C}). Alors, pour tout choix de points de base pn dans Xn, toutes les suites {\displaystyle (x_{n})_{n},x_{n}\in X_{n}} sont admissibles. Dans ce cas, le choix des points de base n'a pas à être spécifié pour définir une ultralimite, et l'ultralimite {\displaystyle (X_{\infty },d_{\infty })} dépend seulement de (Xn,dn) et de ω ; on écrit alors {\displaystyle (X_{\infty },d_{\infty })=\lim _{\omega }(X_{n},d_{n})}.

## Propriétés de base des ultralimites
1. Si les (Xn,dn) sont des espaces métriques géodésiques[4], alors {\displaystyle (X_{\infty },d_{\infty })=\lim _{\omega }(X_{n},d_{n},p_{n})} est aussi géodésique.
2. Si les (Xn,dn) sont des espaces métriques complets, {\displaystyle (X_{\infty },d_{\infty })=\lim _{\omega }(X_{n},d_{n},p_{n})} est également complet[5].
3. Si (Xn,dn) est une suite d'espaces compacts qui converge (au sens de Hausdorff) vers un espace (X,d), ce qui implique que les (Xn,dn) sont de diamètre uniformément borné, alors l'ultralimite {\displaystyle (X_{\infty },d_{\infty })=\lim _{\omega }(X_{n},d_{n})} est isométrique à (X,d).
4. Si les (Xn,dn)sont des espaces métriques propres[6], et si {\displaystyle p_{n}\in X_{n}} sont des points de base tels que la suite (Xn,dn,pn) converge (au sens de Hausdorff) vers un espace métrique propre (X,d), alors l'ultralimite {\displaystyle (X_{\infty },d_{\infty })=\lim _{\omega }(X_{n},d_{n},p_{n})} est isométrique à (X,d)[7].
5. Soient κ ≤ 0 et (Xn, dn) une suite de CAT(κ)-espaces. Alors l'ultralimite {\displaystyle (X_{\infty },d_{\infty })=\lim _{\omega }(X_{n},d_{n},p_{n})} est aussi un CAT(κ)-espace[7].
6. Soit (Xn,dn) une suite de CAT(κn)-espaces, où {\displaystyle \lim _{n\to \infty }\kappa _{n}=-\infty .} Alors l'ultralimite {\displaystyle (X_{\infty },d_{\infty })=\lim _{\omega }(X_{n},d_{n},p_{n})} est un arbre réel[7].

## Cônes asymptotiques
Les cônes asymptotiques d'espaces métriques forment une importante classe d'ultralimites. Soit (X,d) un espace métrique, ω un ultrafiltre (non trivial) sur {\displaystyle \mathbb {N} }, et pn ∈ X une suite de points de base. Alors l'ultralimite (relativement à ω) de la suite {\displaystyle (X,{\frac {d}{n}},p_{n})} s'appelle le cône asymptotique de X et se note {\displaystyle Cone_{\omega }(X,d,(p_{n})_{n})\,}. On choisit
souvent la suite des points de base constante : pn=p pour un p fixé de X ; dans ce cas le cône asymptotique ne dépend pas de p et est noté {\displaystyle Cone_{\omega }(X,d)\,} ou simplement {\displaystyle Cone_{\omega }(X)\,}.
Cette construction joue un rôle important dans la théorie géométrique des groupes, car les cônes asymptotiques (ou plus précisément leurs types topologiques et leurs types lipschitziens) fournissent des invariants quasi-isométriques des espaces métriques en général et des groupes à nombre fini de générateurs en particulier. Les cônes asymptotiques se sont également révélés utiles dans l'étude des groupes relativement hyperboliques (en) et de leurs généralisations.

## Exemples
1. Soit (X,d) un espace métrique compact ; posons (Xn,dn)=(X,d) pour chaque {\displaystyle n\in \mathbb {N} }. Alors l'ultralimite {\displaystyle (X_{\infty },d_{\infty })=\lim _{\omega }(X_{n},d_{n})} est isométrique à (X,d).
2. Soient (X,dX) et (Y,dY) deux espaces métriques compacts distincts et soit (Xn,dn)une suite telle que pour tout n on ait (Xn,dn)=(X,dX) ou (Xn,dn)=(Y,dY). Soit {\displaystyle A_{1}=\{n|(X_{n},d_{n})=(X,d_{X})\}\,} et {\displaystyle A_{2}=\{n|(X_{n},d_{n})=(X,d_{X})\}\,}. Alors A1, A2 sont disjoints et {\displaystyle A_{1}\cup A_{2}=\mathbb {N} .} Par conséquent, l'un des A1, A2 est de ω-mesure 1 et l'autre a pour ω-mesure 0. Donc {\displaystyle \lim _{\omega }(X_{n},d_{n})} est isométrique à (X,dX) si ω(A1)=1 et est isométrique à (Y,dY) si ω(A2)=1. Cela montre que l'ultralimite peut dépendre du choix de l'ultrafiltre ω.
3. Soit (M,g) une variété riemannienne compacte connexe de dimension m, où g est une métrique riemannienne sur M. Soit d la métrique sur M correspondant à g ; (M,d) est alors un espace métrique géodésique[4]. Choisissons un point de base p∈M. Alors l'ultralimite (et même la limite ordinaire au sens de Hausdorff) {\displaystyle \lim _{\omega }(M,nd,p)} est isométrique à l'espace tangent TpM de M à p, la distance sur TpM étant donnée par le produit scalaire g(p). Ainsi, l'ultralimite {\displaystyle \lim _{\omega }(M,nd,p)} est isométrique à l'espace euclidien {\displaystyle \mathbb {R} ^{m}} muni de la distance usuelle[11].
4. Soit {\displaystyle (\mathbb {R} ^{m},d)} l'espace euclidien usuel à m dimensions. Alors le cône asymptotique {\displaystyle Cone_{\omega }(\mathbb {R} ^{m},d)} est isométrique à {\displaystyle (\mathbb {R} ^{m},d)}.
5. Soit {\displaystyle (\mathbb {Z} ^{2},d)} le réseau entier de dimension 2 avec la distance entre deux points du réseau donnée par la longueur du plus court chemin les reliant. Alors le cône asymptotique {\displaystyle Cone_{\omega }(\mathbb {Z} ^{2},d)} est isométrique à {\displaystyle (\mathbb {R} ^{2},d_{1})}, où {\displaystyle d_{1}\,} est la distance de Manhattan sur {\displaystyle \mathbb {R} ^{2}}, connue aussi sous le nom de norme 1 : {\displaystyle d(x,y)=\|x-y\|_{1}}.
6. Soit (X,d) un espace métrique géodésique δ-hyperbolique (en), avec δ ≥ 0. Alors le cône asymptotique {\displaystyle Cone_{\omega }(X)\,} est un arbre réel[7],[12].
7. Soit (X,d) un espace métrique de diamètre fini. Alors {\displaystyle Cone_{\omega }(X)\,} est réduit à un point.
8. Soit (X,d) un espace CAT(0) métrique. Alors {\displaystyle Cone_{\omega }(X)\,} est aussi un espace CAT(0)[7].